# Педру-Гомис
Педру-Гомис (порт. Pedro Gomes) — муниципалитет в Бразилии, входит в штат Мату-Гросу-ду-Сул. Составная часть мезорегиона Северо-центральная часть штата Мату-Гроссу-ду-Сул. Входит в экономико-статистический микрорегион Алту-Такари. Население составляет 8695 человек на 2006 год. Занимает площадь 3651,171 км². Плотность населения — 2,4 чел./км².
Праздник города — 11 ноября.

## История
Город основан 11 ноября 1963 года. 

## Статистика
- Валовой внутренний продукт на 2003 год составляет 87 144 156,00 реалов (данные: Бразильский институт географии и статистики).
- Валовой внутренний продукт на душу населения на 2003 год составляет 10 108,36 реалов (данные: Бразильский институт географии и статистики).
- Индекс развития человеческого потенциала на 2000 год составляет 0,723 (данные: Программа развития ООН).

## География
Климат местности: тропический.